# Danh sách tiểu hành tinh: 9901–10000
| Tên                 | Tên đầu tiên | Ngày phát hiện       | Nơi phát hiện          | Người phát hiện                                        |
| ------------------- | ------------ | -------------------- | ---------------------- | ------------------------------------------------------ |
| 9901                | 1997 NV      | 1 tháng 7 năm 1997   | Kleť                   | Kleť                                                   |
| 9902 Kirkpatrick    | 1997 NY      | 3 tháng 7 năm 1997   | Prescott               | P. G. Comba                                            |
| 9903 Leonhardt      | 1997 NA1     | 4 tháng 7 năm 1997   | Prescott               | P. G. Comba                                            |
| 9904 Mauratombelli  | 1997 OC1     | 29 tháng 7 năm 1997  | San Marcello           | A. Boattini, L. Tesi                                   |
| 9905 Tiziano        | 4611 P-L     | 24 tháng 9 năm 1960  | Palomar                | C. J. van Houten, I. van Houten-Groeneveld, T. Gehrels |
| 9906 Tintoretto     | 6523 P-L     | 16 tháng 9 năm 1960  | Palomar                | C. J. van Houten, I. van Houten-Groeneveld, T. Gehrels |
| 9907 Oileus         | 6541 P-L     | 24 tháng 9 năm 1960  | Palomar                | C. J. van Houten, I. van Houten-Groeneveld, T. Gehrels |
| 9908 Aue            | 2140 T-1     | 25 tháng 3 năm 1971  | Palomar                | C. J. van Houten, I. van Houten-Groeneveld, T. Gehrels |
| 9909 Eschenbach     | 4355 T-1     | 26 tháng 3 năm 1971  | Palomar                | C. J. van Houten, I. van Houten-Groeneveld, T. Gehrels |
| 9910 Vogelweide     | 3181 T-2     | 30 tháng 9 năm 1973  | Palomar                | C. J. van Houten, I. van Houten-Groeneveld, T. Gehrels |
| 9911 Quantz         | 4129 T-2     | 29 tháng 9 năm 1973  | Palomar                | C. J. van Houten, I. van Houten-Groeneveld, T. Gehrels |
| 9912 Donizetti      | 2078 T-3     | 16 tháng 10 năm 1977 | Palomar                | C. J. van Houten, I. van Houten-Groeneveld, T. Gehrels |
| 9913 Humperdinck    | 4071 T-3     | 16 tháng 10 năm 1977 | Palomar                | C. J. van Houten, I. van Houten-Groeneveld, T. Gehrels |
| 9914 Obukhova       | 1976 UJ4     | 28 tháng 10 năm 1976 | Nauchnij               | L. V. Zhuravleva                                       |
| 9915 Potanin        | 1977 RD2     | 8 tháng 9 năm 1977   | Nauchnij               | N. S. Chernykh                                         |
| 9916 Kibirev        | 1978 TR2     | 3 tháng 10 năm 1978  | Nauchnij               | N. S. Chernykh                                         |
| 9917 Keynes         | 1979 MK      | 26 tháng 6 năm 1979  | Cerro El Roble         | C. Torres                                              |
| 9918                | 1979 MK3     | 25 tháng 6 năm 1979  | Siding Spring          | E. F. Helin, S. J. Bus                                 |
| 9919 Undset         | 1979 QF1     | 22 tháng 8 năm 1979  | La Silla               | C.-I. Lagerkvist                                       |
| 9920                | 1981 EZ10    | 1 tháng 3 năm 1981   | Siding Spring          | S. J. Bus                                              |
| 9921                | 1981 EO18    | 2 tháng 3 năm 1981   | Siding Spring          | S. J. Bus                                              |
| 9922 Catcheller     | 1981 EO21    | 2 tháng 3 năm 1981   | Siding Spring          | S. J. Bus                                              |
| 9923                | 1981 EB24    | 7 tháng 3 năm 1981   | Siding Spring          | S. J. Bus                                              |
| 9924                | 1981 EM24    | 2 tháng 3 năm 1981   | Siding Spring          | S. J. Bus                                              |
| 9925                | 1981 EU24    | 2 tháng 3 năm 1981   | Siding Spring          | S. J. Bus                                              |
| 9926                | 1981 EU41    | 2 tháng 3 năm 1981   | Siding Spring          | S. J. Bus                                              |
| 9927 Tyutchev       | 1981 TW1     | 3 tháng 10 năm 1981  | Nauchnij               | L. G. Karachkina                                       |
| 9928                | 1981 WE9     | 16 tháng 11 năm 1981 | Bickley                | Perth Observatory                                      |
| 9929 McConnell      | 1982 DP1     | 24 tháng 2 năm 1982  | Harvard Observatory    | Oak Ridge Observatory                                  |
| 9930 Billburrows    | 1984 CP      | 5 tháng 2 năm 1984   | Anderson Mesa          | E. Bowell                                              |
| 9931 Herbhauptman   | 1985 HH      | 18 tháng 4 năm 1985  | Kleť                   | A. Mrkos                                               |
| 9932 Kopylov        | 1985 QP5     | 23 tháng 8 năm 1985  | Nauchnij               | N. S. Chernykh                                         |
| 9933 Alekseev       | 1985 SM3     | 19 tháng 9 năm 1985  | Nauchnij               | N. S. Chernykh, L. I. Chernykh                         |
| 9934 Caccioppoli    | 1985 UC      | 20 tháng 10 năm 1985 | Anderson Mesa          | E. Bowell                                              |
| 9935                | 1986 CP1     | 4 tháng 2 năm 1986   | La Silla               | H. Debehogne                                           |
| 9936 Al-Biruni      | 1986 PN4     | 8 tháng 8 năm 1986   | Smolyan                | E. W. Elst, V. G. Ivanova                              |
| 9937 Triceratops    | 1988 DJ2     | 17 tháng 2 năm 1988  | La Silla               | E. W. Elst                                             |
| 9938 Kretlow        | 1988 KA      | 18 tháng 5 năm 1988  | La Silla               | W. Landgraf                                            |
| 9939                | 1988 VK      | 3 tháng 11 năm 1988  | Chiyoda                | T. Kojima                                              |
| 9940                | 1988 VM3     | 11 tháng 11 năm 1988 | Gekko                  | Y. Oshima                                              |
| 9941 Iguanodon      | 1989 CB3     | 4 tháng 2 năm 1989   | La Silla               | E. W. Elst                                             |
| 9942                | 1989 TM1     | 8 tháng 10 năm 1989  | Okutama                | T. Hioki, N. Kawasato                                  |
| 9943                | 1989 UG3     | 29 tháng 10 năm 1989 | Tokushima              | M. Iwamoto, T. Furuta                                  |
| 9944                | 1990 DA3     | 24 tháng 2 năm 1990  | La Silla               | H. Debehogne                                           |
| 9945 Karinaxavier   | 1990 KX      | 21 tháng 5 năm 1990  | Palomar                | E. F. Helin                                            |
| 9946                | 1990 ON2     | 29 tháng 7 năm 1990  | Palomar                | H. E. Holt                                             |
| 9947                | 1990 QB      | 17 tháng 8 năm 1990  | Palomar                | E. F. Helin                                            |
| 9948                | 1990 QB2     | 22 tháng 8 năm 1990  | Palomar                | H. E. Holt                                             |
| 9949 Brontosaurus   | 1990 SK6     | 22 tháng 9 năm 1990  | La Silla               | E. W. Elst                                             |
| 9950 ESA            | 1990 VB      | 8 tháng 11 năm 1990  | Caussols               | C. Pollas                                              |
| 9951 Tyrannosaurus  | 1990 VK5     | 15 tháng 11 năm 1990 | La Silla               | E. W. Elst                                             |
| 9952                | 1991 AK      | 9 tháng 1 năm 1991   | Yorii                  | M. Arai, H. Mori                                       |
| 9953                | 1991 EB      | 7 tháng 3 năm 1991   | Kushiro                | S. Ueda, H. Kaneda                                     |
| 9954 Brachiosaurus  | 1991 GX7     | 8 tháng 4 năm 1991   | La Silla               | E. W. Elst                                             |
| 9955                | 1991 PU11    | 7 tháng 8 năm 1991   | Palomar                | H. E. Holt                                             |
| 9956 Castellaz      | 1991 TX4     | 5 tháng 10 năm 1991  | Tautenburg Observatory | L. D. Schmadel, F. Börngen                             |
| 9957 Raffaellosanti | 1991 TO13    | 6 tháng 10 năm 1991  | Tautenburg Observatory | F. Börngen                                             |
| 9958                | 1991 VL1     | 4 tháng 11 năm 1991  | Kushiro                | S. Ueda, H. Kaneda                                     |
| 9959                | 1991 VF2     | 9 tháng 11 năm 1991  | Kushiro                | S. Ueda, H. Kaneda                                     |
| 9960 Sekine         | 1991 VE4     | 4 tháng 11 năm 1991  | Kiyosato               | S. Otomo                                               |
| 9961                | 1991 XK      | 4 tháng 12 năm 1991  | Kushiro                | S. Ueda, H. Kaneda                                     |
| 9962 Pfau           | 1991 YL1     | 28 tháng 12 năm 1991 | Tautenburg Observatory | F. Börngen                                             |
| 9963 Sandage        | 1992 AN      | 9 tháng 1 năm 1992   | Palomar                | E. F. Helin                                            |
| 9964 Hideyonoguchi  | 1992 CF1     | 13 tháng 2 năm 1992  | Geisei                 | T. Seki                                                |
| 9965 GNU            | 1992 EF2     | 5 tháng 3 năm 1992   | Kitt Peak              | Spacewatch                                             |
| 9966                | 1992 ES13    | 2 tháng 3 năm 1992   | La Silla               | UESAC                                                  |
| 9967 Awanoyumi      | 1992 FV1     | 31 tháng 3 năm 1992  | Kitami                 | K. Endate, K. Watanabe                                 |
| 9968                | 1992 JS2     | 4 tháng 5 năm 1992   | La Silla               | H. Debehogne                                           |
| 9969 Braille        | 1992 KD      | 27 tháng 5 năm 1992  | Palomar                | E. F. Helin, K. J. Lawrence                            |
| 9970                | 1992 ST1     | 16 tháng 9 năm 1992  | Dynic                  | A. Sugie                                               |
| 9971 Ishihara       | 1993 HS      | 16 tháng 4 năm 1993  | Kitami                 | K. Endate, K. Watanabe                                 |
| 9972 Minoruoda      | 1993 KQ      | 26 tháng 5 năm 1993  | Kiyosato               | S. Otomo                                               |
| 9973 Szpilman       | 1993 NB2     | 12 tháng 7 năm 1993  | La Silla               | E. W. Elst                                             |
| 9974 Brody          | 1993 OG13    | 19 tháng 7 năm 1993  | La Silla               | E. W. Elst                                             |
| 9975 Takimotokoso   | 1993 RZ1     | 12 tháng 9 năm 1993  | Kitami                 | K. Endate, K. Watanabe                                 |
| 9976                | 1993 TQ      | 9 tháng 10 năm 1993  | Hidaka                 | S. Shirai, S. Hayakawa                                 |
| 9977                | 1994 AH      | 2 tháng 1 năm 1994   | Oizumi                 | T. Kobayashi                                           |
| 9978                | 1994 AJ1     | 7 tháng 1 năm 1994   | Oizumi                 | T. Kobayashi                                           |
| 9979                | 1994 VT      | 3 tháng 11 năm 1994  | Oizumi                 | T. Kobayashi                                           |
| 9980                | 1995 BQ3     | 31 tháng 1 năm 1995  | Oizumi                 | T. Kobayashi                                           |
| 9981                | 1995 BS3     | 31 tháng 1 năm 1995  | Oizumi                 | T. Kobayashi                                           |
| 9982                | 1995 CH      | 1 tháng 2 năm 1995   | Oizumi                 | T. Kobayashi                                           |
| 9983 Rickfienberg   | 1995 DA      | 19 tháng 2 năm 1995  | Sudbury                | D. di Cicco                                            |
| 9984 Gregbryant     | 1996 HT      | 18 tháng 4 năm 1996  | Macquarie              | R. H. McNaught, J. B. Child                            |
| 9985 Akiko          | 1996 JF      | 12 tháng 5 năm 1996  | Yatsuka                | R. H. McNaught, H. Abe                                 |
| 9986 Hirokun        | 1996 NX      | 12 tháng 7 năm 1996  | Nachi-Katsuura         | H. Shiozawa, T. Urata                                  |
| 9987 Peano          | 1997 OO1     | 29 tháng 7 năm 1997  | Prescott               | P. G. Comba                                            |
| 9988 Erictemplebell | 1997 RX6     | 9 tháng 9 năm 1997   | Prescott               | P. G. Comba                                            |
| 9989                | 1997 SG16    | 27 tháng 9 năm 1997  | Uenohara               | N. Kawasato                                            |
| 9990                | 1997 SO17    | 30 tháng 9 năm 1997  | Nanyo                  | T. Okuni                                               |
| 9991 Anežka         | 1997 TY7     | 5 tháng 10 năm 1997  | Kleť                   | Z. Moravec                                             |
| 9992                | 1997 TG19    | 8 tháng 10 năm 1997  | Gekko                  | T. Kagawa, T. Urata                                    |
| 9993 Kumamoto       | 1997 VX5     | 6 tháng 11 năm 1997  | Kumamoto               | J. Kobayashi                                           |
| 9994 Grotius        | 4028 P-L     | 24 tháng 9 năm 1960  | Palomar                | C. J. van Houten, I. van Houten-Groeneveld, T. Gehrels |
| 9995 Alouette       | 4805 P-L     | 24 tháng 9 năm 1960  | Palomar                | C. J. van Houten, I. van Houten-Groeneveld, T. Gehrels |
| 9996 ANS            | 9070 P-L     | 17 tháng 10 năm 1960 | Palomar                | C. J. van Houten, I. van Houten-Groeneveld, T. Gehrels |
| 9997 COBE           | 1217 T-1     | 25 tháng 3 năm 1971  | Palomar                | C. J. van Houten, I. van Houten-Groeneveld, T. Gehrels |
| 9998 ISO            | 1293 T-1     | 25 tháng 3 năm 1971  | Palomar                | C. J. van Houten, I. van Houten-Groeneveld, T. Gehrels |
| 9999 Wiles          | 4196 T-2     | 29 tháng 9 năm 1973  | Palomar                | C. J. van Houten, I. van Houten-Groeneveld, T. Gehrels |
| 10000 Myriostos     | 1951 SY      | 30 tháng 9 năm 1951  | Palomar                | A. G. Wilson                                           |